# Mateczka
Mateczka (jid. ‏מאַמעלע‎ Mamele) – polski film fabularny z 1938 roku w języku jidysz, oparty na komedii Majera Schwarza.

## Obsada
- Molly Picon – jako Chewcie Samed
- Edward Sternbach
- Maks Bożyk
- Aleksandra Śliwkowicz
- Menasze Oppenheim
- Symcha Fostel
- Maks Perelman
- Ruth Turkow
- Maks Bryn
- Karol Latowicz
- Adam Domb
- Rubin Szryftrecer
- Gerdi Bullman